# Радхабинод Пал
Радхабинод Пал е индийски юрист, най-известен с участието си в Международния военен трибунал за Далечния изток.

## Биография
Преподава в колежа по право към Калкутския университет и през 40-те години на XX век е вице-канцлер на университета.
В началото на 1941 г. е назначен във Върховния съд на Калкута.

## Участие в Международния трибунал
Д-р Пал е представител на Индия в единадесетчленния Международен трибунал и е единственият участник в трибунала с опит в международното право.
Не е съгласен с начина на провеждане на съдебния процес на Международния трибунал (понякога наричан Токийски разпити) поради неравнопоставеното положение на победените спрямо победителите, и го описва като „ритуално отмъщение“ на победителите без да коментира извършените от подсъдимите действия. Според него не може действията на дипломати от кариерата да се разглеждат като конспирация.
Подписва с особено мнение, което излага в дебел том от 1235 страници. Според историкът Хауърд Зин (1922-2010), д-р Пал обвинява САЩ, че са провокирали войната.

## Критика
Хърбърт Бикс, професор по история на Далечния изток (и по съвместителство по социология) в държавния универститет на щата Ню Йорк в Бингхямтън, описва в своята книга „Hirohito and the Making of Modern Japan“ (части от нея са цитирани в блог) Радхабинод Пал като поддръжник на привърженика на Оста и индийски националист Чандра Бозе и като дългогодишен японофил. Според него Пал е яростен защитник на японския империализъм, който пристига в Токио без да вярва в правото на победителите да съдят Япония, камо ли юридически да го одобри по някакъв начин. Бикс добавя, че като политически най-независим от съдиите, Пал не позволява политическите тревоги и цели на Съюзниците да повлияят по какъвто и да е начин на решението му.

## Публикации
- Pal, Radhabinod. The history of the law of primogeniture with special reference to India, ancient and modern. Calcutta: University of Calcutta, 1929.
- Pal, Radhabinod. International Military Tribunal for the Far East, Dissentient Judgment. Calcutta: Sanyal & Co., 1953.
- Pal, Radhabinod. The history of Hindu law in the Vedic age and in post-Vedic times down to the Institutes of Manu. Calcutta: University of Calcutta, 1958. 445 p.
- Pal, Radhabinod, Lectures on Universal Declaration of Human Rights (Calcutta, Federation Hall Society, 1965).